# Ataque de Auckland de 2021

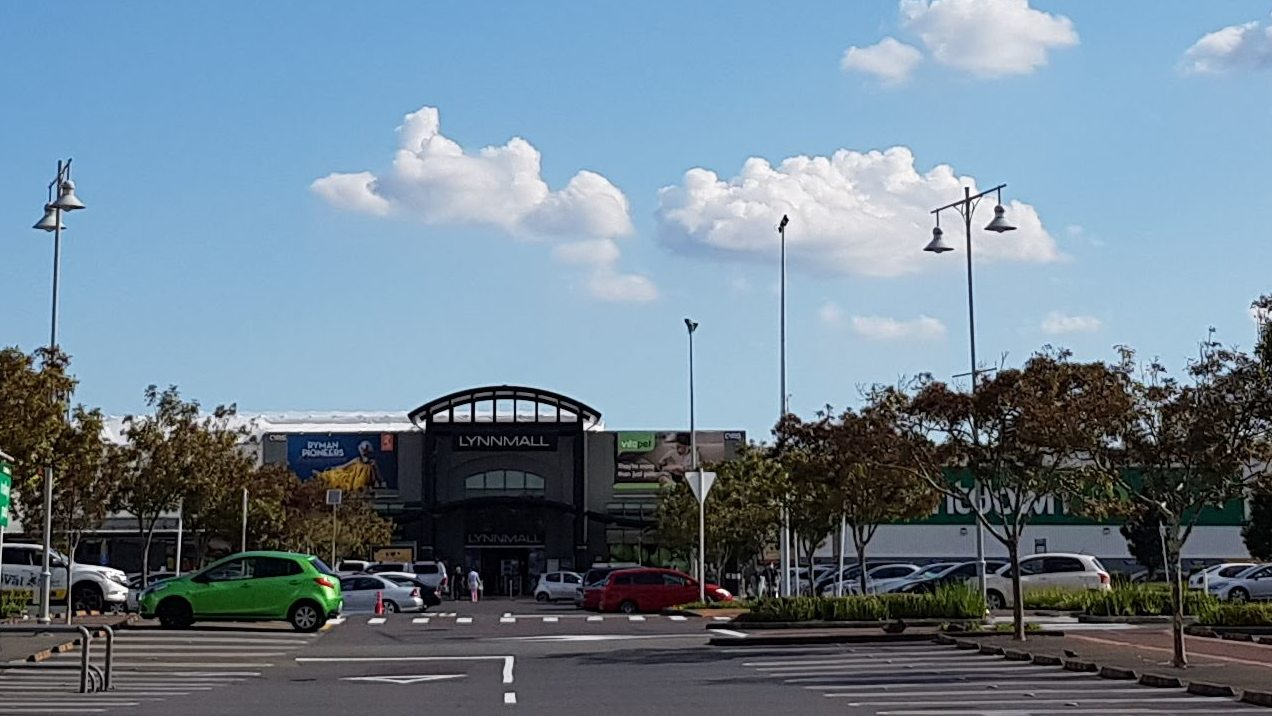
Vista del estacionamiento en LynnMall durante el confinamiento en 2020

El 3 de septiembre de 2021 a las 14:40 NZST, siete personas resultaron heridas en un apuñalamiento masivo en el supermercado LynnMall Countdown en New Lynn, Auckland, Nueva Zelanda. El agresor, Ahamed Samsudeen, estaba siendo seguido por agentes de la policía, quienes intervinieron durante el ataque y le dispararon y lo mataron después de que cargara contra los agentes. Fue declarado muerto en el lugar. El incidente está siendo tratado como terrorismo y está "inspirado por ISIS" según la primera ministra Jacinda Ardern. Este fue el segundo apuñalamiento en menos de cuatro meses en un supermercado Countdown, el primero en Dunedin, y el primer ataque terrorista en Nueva Zelanda desde los tiroteos en la mezquita de Christchurch en 2019.

## Antecedentes
En el momento del incidente, la región de Auckland estaba bajo estricto bloqueo de nivel de alerta 4 debido a un brote de la variante COVID-19 Delta en la ciudad el 17 de agosto de 2021. Los supermercados eran uno de los pocos negocios autorizados a abrir en este nivel de alerta. Además, los supermercados estaban limitando el número de personas en la tienda al mismo tiempo para garantizar el distanciamiento social.
El terrorismo en Nueva Zelanda ha sido relativamente poco común. El último incidente, el tiroteo en la mezquita de Christchurch, se llevó a cabo en marzo de 2019, donde dos mezquitas fueron atacadas durante las oraciones del viernes. Una comisión real posterior concluyó que la legislación sobre terrorismo de Nueva Zelanda era inadecuada y el Parlamento ya estaba debatiendo enmiendas a la legislación. Este es el primer ataque extremista islámico conocido en Nueva Zelanda.

## Ataque
El atacante fue seguido por un equipo de vigilancia policial junto con un equipo táctico separado del Grupo de Tácticas Especiales cuando salió de su casa en Glen Eden y viajó en tren al supermercado Countdown en LynnMall. El equipo de vigilancia tuvo dificultades para seguir de cerca al hombre en el supermercado debido a la paranoia del hombre de ser seguido y las restricciones de distanciamiento social. Procedió a comprar en el supermercado durante 10 minutos sin sospechas antes del ataque.
Utilizó un cuchillo de un estante del supermercado para llevar a cabo el ataque. Al menos un video del ataque fue publicado en las redes sociales que muestra a los compradores advirtiendo a otros y algunos intentando intervenir. Dos oficiales del Grupo de Tácticas Especiales que lo seguían fueron alertados del ataque entre 60 y 90 segundos después de que comenzara, y dispararon al atacante 60 segundos después después de que se negó a rendirse, matándolo.

## Víctimas
Siete personas resultaron heridas en el ataque. Seis víctimas fueron trasladadas al hospital, cinco con heridas de arma blanca y una con un hombro dislocado. El Auckland City Hospital recibió tres en estado crítico y uno en estado grave. El Hospital Waitakere y el Hospital Middlemore recibieron cada uno un paciente en estado moderado.Una víctima sufrió heridas leves y se trató a sí misma en su casa. Hubo cuatro mujeres víctimas de 29, 43, 60 y 66 años; y tres víctimas masculinas de 53, 57 y 77 años.

## Perpetrador
El autor fue identificado como Ahamed Aathill Mohamed Samsudeen, un ciudadano musulmán tamil de Sri Lanka de 32 años que llegó a Nueva Zelanda en octubre de 2011. Se volvió de interés para la policía en 2016 como partidario de ISIS. Samsudeen fue considerado un peligro para la seguridad pública después de comprar grandes cuchillos de caza en dos ocasiones distintas y poseer videos del Estado Islámico. En mayo de 2017, fue detenido en el aeropuerto de Auckland mientras intentaba salir del país y estuvo detenido sin derecho a fianza. Posteriormente se declaró culpable de los cargos de distribución de material restringido.
Después de pasar tres años en prisión, fue liberado en la comunidad en julio de 2021. En mayo de 2021, fue condenado por poseer material de estilo propagandístico en apoyo de ISIS y fue sentenciado a un año de supervisión. Después de salir de prisión, estaba siendo vigilado por la policía y el Servicio de Inteligencia de Seguridad de Nueva Zelanda, con hasta 30 policías monitoreándolo. En el momento del ataque, todavía enfrentaba cargos por agredir a funcionarios de prisiones mientras estaba bajo custodia.

## Consecuencias
La noche del apuñalamiento, el Fiscal de la Corona solicitó al Tribunal Superior que levantara la orden de supresión relativa al atacante, que se emitió en julio de 2018. El Tribunal Superior dictaminó que permitiría la publicación porque ya no había una base adecuada para ello. pero retrasó esto durante 24 horas para que la familia del atacante tuviera tiempo de ser contactada y sus abogados para dar instrucciones y solicitar una nueva orden de supresión de nombre si así lo deseaban.